# Tony Vidgren
Tony Vidgren (ur. 13 lutego 1990 w Turku) – fiński hokeista.

## Kariera
- TPS U16 (2005-2006)
- TPS U18 (2006-2007)
- TPS U18 (2006-2008)
- TPS U20 (2000-2003)
- Lukko U20 (2008-2011)
- Lukko (2008-2010)
  -  Suomi U20 (2009/2010)
- Peliitat (2011-2012)
- TuTo (2012-2014)
- HC Fassa (2014-2015)
- Kułagier Pietropawłowsk (2015-2016)
- STS Sanok (2016)
- HK Szachcior Soligorsk (2016-2017)
- TuTo (2017)
- HK Szachcior Soligorsk (2017-2018)

Wychowanek klubu TPS w rodzinnym mieście Turku. W seniorskich rozgrywkach fińskich Liiga występował w barwach zespołu Lukko. Od 2010 do 2014 grał w drugoligowych rozgrywkach Mestis. W sezonie Serie A (2014/2015) grał w zespole HC Fassa. Od sierpnia 2015 zawodnik kazachskiej drużyny Kułagier Pietropawłowsk. Od końca stycznia 2016 zawodnik STS Sanok w rozgrywkach Polskiej Hokej Ligi. Od lipca 2016 do kwietnia 2017 zawodnik Szachciora Soligorsk. Od czerwca 2017 ponownie w zespole TuTo. Pod koniec listopada 2017 zwolniony z klubu, po czym dokończył sezon w Szachciorze Soligorsk.

## Sukcesy
Klubowe
- Srebrny medal Jr. B SM-liiga: 2007 z TPS U18
- Brązowy medal Jr. A SM-liiga: 2009 z Lukko U20
- Brązowy medal mistrzostw Finlandii: 2011 z Lukko
- Brązowy medal Mestis: 2013, 2014 z TuTo
- Suomen Cup: 2018 z TuTo
- Brązowy medal mistrzostw Białorusi: 2018 z Szachciorem Soligorsk